# Víctor González Torres
Víctor González Torres (né en 1947) est un homme d'affaires mexicain, fondateur en 1997 de Farmacias Similares, une chaîne de pharmacies et de dispensaires à bas prix. Il est parfois surnommé « Docteur Simi », d'après le nom de la mascotte de son entreprise.

## Biographie

### Famille
Son frère Jorge connaît une carrière politique :  premier président du Parti vert écologiste du Mexique de 1991 à 2001, il en est le candidat à l'élection présidentielle de 1994 (0,93 % des voix).

### Entrepreneur
En 1997, pour concurrencer les services médicaux habituels et les produits des entreprises multinationales pharmaceutiques que la majorité de la population ne peut se payer, González Torres crée Farmacias Similares qui comprend des pharmacies vendant des médicaments génériques et des dispensaires où les consultations coûtent peu. Au cours des années 2000, l'entreprise développe ses activités médicales en entretenant ses propres laboratoires et services d'assistance aux personnes. L'entrepreneur essaime également en Amérique latine, comme au Guatemala en s'associant avec la prix Nobel de la paix Rigoberta Menchú.
Sa logique est de « vendre beaucoup et gagner peu ».
En 2007, il affirme que Farmacias Similares constitue un quart des volumes de médicaments en Amérique latine et 7 % de la valeur de ce marché. La même année, il prépare l'ouverture d'une pharmacie à Los Angeles, aux États-Unis.

### Politique
En 2006, Víctor González Torres participe à la campagne électorale de l'élection présidentielle sans pourtant avoir pu être inscrit comme candidat. 0,71 % des électeurs inscrivent son nom sur leur bulletin à la place des candidatures officiellement validées.

### Sources de l'article
- Joaquim Ibarz, article publié dans La Vanguardia, Barcelone ; traduction française, « Le roi des génériques à la conquête de l'Amérique », publié dans Courrier international no 877 bis, 23-29 août 2007.